# 조글로

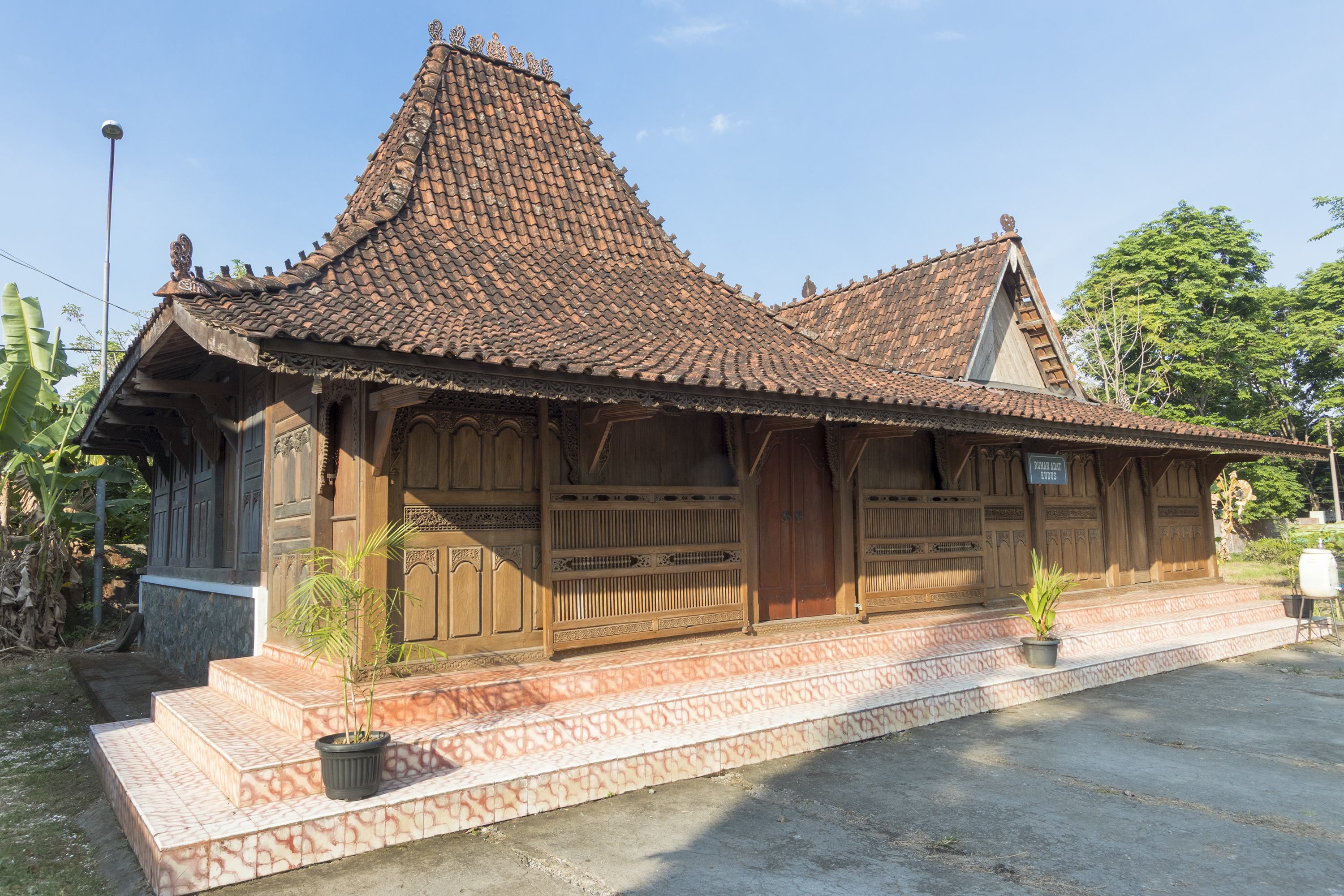
중앙자와주 쿠두스현의 조글로 가옥

조글로(Joglo)는 자바인의 전통 가옥 형태다. 조글로라는 단어는 지붕의 형태를 뜻한다. 상당히 계급화된 자바 문화에서 가옥의 지붕 형태는 집주인의 사회경제적 지위를 나타낸다. 조글로 가옥은 전통적으로 자바인 귀족과 관련이 있다.